# Maria Canals-Barrera
Maria Canals-Barrera   (Miami, 28 de setembre de 1966) és una actriu i cantant estatunidenca d'ascendència cubana i catalana.
Va rebre el seu grau del Teatre de l'Escola d'art dramàtic de Miami, havent després treballat en teatre a les ciutats de Miami i Los Angeles. La seva primera aparició a la televisió va ser a TV sèries Kew Westie el 1993 i també ha aparegut a la sèrie Sèries Popular, de la Warner Bros. com una prostituta anomenada Candybox, així com pel·lícules com ara America's Sweethearts i The Master Of Disguise.
Ha guanyat molt reconeixement entre els fans dels còmics en els darrers anys gràcies al seu paper com Hawkgirl / Shayera Hol a la Lliga de la Justícia de Bruce Timm i la Lliga de la Justícia la sèrie Il·limitada. També va tenir un paper diari en el Cop Constant com Sandoval Esquelet, un periodista de notícies, i en el Fantasma de Danny com l'institut de Danny Fenton / Phantom aixafa, Paulina. També va realitzar la veu de Mercedes "Meche" Colomar el 1998 al videojoc Grim Fandango. Canals també va interpretar personatges casuals en dos episodis de la sèrie de televisió Els cinquens Inferns (el "Combat de Abuelito" i "a casa Solo"). També fa la veu de Sunset Boulevardez a The Family Proud. En el seu projecte més recent representa Theresa Russo en, Els mags de Waverly Place al costat de Selena Gomez, David Henrie i Jake T. Austin, de Disney. Va treballar en el film, Camp Rock amb el paper de Connie Torres, la mare de Mitchie Torres (Demi Lovato) que treballa amb ella a la cuina.